# Orizari (distrikt i Bulgarien, Sliven)
Orizari (bulgariska: Оризари) är ett distrikt i Bulgarien.   Det ligger i kommunen Obsjtina Tvărditsa och regionen Sliven, i den centrala delen av landet, 210 km öster om huvudstaden Sofia.
Trakten runt Orizari består till största delen av jordbruksmark. Runt Orizari är det ganska glesbefolkat, med 30 invånare per kvadratkilometer.